# Royal Pigall
Royal Pigall fue un cabaré que funcionó en la ciudad de Buenos Aires, Argentina en Avenida Corrientes 825, en el vestíbulo del Teatro Royal que, por entonces, funcionaba en el primer piso del edificio. Desapareció a comienzos de la década de 1920 para ser sustituido por otro establecimiento con la misma actividad, el cabaré Tabarís, que fue inaugurado el 7 de julio de 1924.
Era un gran salón que no tenía una decoración especial y estaba abierto al público entre las 19 y las 21 horas con la animación de un sexteto que había formado Francisco Canaro. Más adelante,  el cabaré se trasladó a la planta alta para ocupar un nuevo salón,  alfombrado y decorado lujosamente, como boudoir de una cortesana.
Los cabarés de esa época, como el Marabú, Casanova, Chantecler, Armenonville, tenían una gran pista de baile rodeada de mesas, barras y escenarios para orquestas. A la medianoche hacían números de varieté, usualmente no concurrían parejas sino grupos de hombres y mujeres solas, eran lugares de baile y encuentros. Los concurrentes eran recibidos en la puerta por un portero con faldón y gorra con el nombre del lugar y en el interior había jóvenes que alternaban con los clientes vestidas con estrictos vestidos de satén. Después de la medianoche, en las mesas corría el  champagne de las mejores marcas.
En 1914 Eleuterio Iribarren trabajó en el “Royal Pigall” donde fundó la “Jazz-Band de Eleuterio Yribarren”, la primera en su género en esta ciudad, integrada con músicos estadounidenses y argentinos. El cabaré cerró a comienzos de la década de 1920 para ser sustituido por otro establecimiento con la misma actividad, el cabaré Tabarís, que fue inaugurado el 7 de julio de 1924.
El reconocido músico Juan Maglio (Pacho) compuso en 1916 el tango Royal Pigall, dedicado a los dueños de la sala, que grabó el 12 de julio de ese año. Con el permiso del compositor, el poeta José González Castillo le puso letra y cambió el título por ¿Qué has hecho de mi cariño?; Carlos Gardel lo registró en 1921 acompañado por las guitarras deJosé Ricardo y Guillermo Barbieri y después hubo otras grabaciones, entre las que se destacan las realizadas por Carlos Di Sarli el 8 de noviembre de 1944 y en 1955. El cabaré que menciona Samuel Linning en la letra de Milonguita (1922) es el Royal Pigall.